# Copa FMF 2015
In 2015 werd de elfde editie van de Copa FMF gespeeld voor voetbalclubs uit de Braziliaanse staat Mato Grosso. Het was de eerste competitie onder deze naam. De competitie werd georganiseerd door de FMF en werd gespeeld van 4 oktober tot 13 december. Dom Bosco werd de winnaar en plaatste zich zo voor de Copa do Brasil 2016. 

## Eerste fase

### Groep A
| Plaats | Clu        | Wed. | W | G | V | Saldo | Ptn. |
| ------ | ---------- | ---- | - | - | - | ----- | ---- |
| 1.     | Cuiabá     | 4    | 2 | 1 | 1 | 4:2   | 7    |
| 2.     | Sinop      | 4    | 2 | 0 | 2 | 4:4   | 6    |
| 3.     | Luverdense | 4    | 1 | 1 | 2 | 3:5   | 4    |

|  | Geplaatst voor tweede fase |

### Groep B
| Plaats | Clu          | Wed. | W | G | V | Saldo | Ptn. |
| ------ | ------------ | ---- | - | - | - | ----- | ---- |
| 1.     | União        | 6    | 5 | 0 | 1 | 12:4  | 15   |
| 2.     | Dom Bosco    | 6    | 3 | 1 | 2 | 12:6  | 10   |
| 3.     | Rondonópolis | 6    | 3 | 0 | 3 | 10:11 | 9    |
| 4.     | Mixto        | 6    | 0 | 1 | 5 | 4:17  | 1    |

|  | Geplaatst voor tweede fase |

## Tweede fase
|  | halve finale | halve finale | halve finale | halve finale |  |           | finale | finale | finale | finale |
|  |              |              |              |              |  |           |        |        |        |        |
|  |              |              |              |              |  |           |        |        |        |        |
|  | Dom Bosco    | 2            | 0            | 2 (4)        |  |           |        |        |        |        |
|  | Cuiabá (1)   | 2            | 0            | 2 (5)        |  |           |        |        |        |        |
|  |              |              |              |              |  | Dom Bosco | 2      | 3      | 5      |        |
|  |              |              |              |              |  | União     | 0      | 2      | 2      |        |
|  | Sinop        | 2            | 1            | 3            |  |           |        |        |        |        |
|  | União        | 2            | 3            | 5            |  |           |        |        |        |        |

 (1)/ Hoewel Cuiabá de strafschoppenreeks won werden ze toch uitgeschakeld omdat ze een niet-speelgerechtigde speler opgesteld hadden.  

Details finale
|            |                                |       |       |  |
| 6 december | Dom Bosco                      | 2 – 0 | União |  |
| 6 december | Thiago Vinícius 59' Igor 90+3' |       |       |  |

|             |                        |       |                             |  |
| 13 december | União                  | 2 – 3 | Dom Bosco                   |  |
| 13 december | Charles 73' Murilo 89' |       | 1', 3', 58' Thiago Vinícius |  |

## Kampioen
| Copa Federação Mato Grossense de Futebol de 2015 |
| Mato Grosso                                      |
| ------------------------------------------------ |
| DOM BOSCO Kampioen (1° titel)                    |